# Molembaix
Ne doit pas être confondu avec Molenbaix ou Molembais.
Molembaix (en néerlandais : Molembaix) est un hameau (buurtschap) appartenant à la commune néerlandaise de Veere, situé dans la province de la Zélande.
Molembaix est situé entre Oostkapelle, Serooskerke et Grijpskerke sur les rues chemin d'Oostkapelle et le chemin des Pionniers.

## Toponymie
Molembaix est nommé en référence à la ferme du même nom Molembaix qui est située dans le hameau. Cette ferme doit son nom aux seigneurs de la commune belge Molenbaix qui vivaient ici.